# Schistoneura hellicalis
Schistoneura hellicalis är en fjärilsart som beskrevs av Walker 1858. Schistoneura hellicalis ingår i släktet Schistoneura och familjen mott. Inga underarter finns listade i Catalogue of Life.